# ジェラルディン・ジェームズ
ジェラルディン・ジェームズ（Geraldine James, OBE、1950年7月6日 - ）は、イングランドの女優。

## 人物
バークシャー・メイデンヘッド出身。ドラマセンター・ロンドンで演劇を学ぶ。1990年、『おかえりなさい、リリアン』で第46回ヴェネツィア国際映画祭女優賞を受賞（ペギー・アシュクロフトと共に）。
ほかに、映画『シャーロック・ホームズシリーズ』のホームズの借家人・ハドスン夫人役や、『アリス・イン・ワンダーランドシリーズ』のアスコット夫人役で知られる。
2003年に大英帝国勲章(OBE)を授与された。

## 主な出演作品

### 映画
- ガンジー Gandhi (1982)
- フリーダム・ファイター Freedom Fighter (1988) テレビ映画
- 彼女がステキな理由 The Tall Guy (1989)
- ウィロビー・チェイスのおおかみ The Wolves of Willoughby Chase (1989)
- ティーン・エージェント If Looks Could Kill (1991)
- 橋の上の貴婦人 The Bridge (1992)
- モル・フランダース Moll Flanders (1996)
- 知らなすぎた男 The Man Who Knew Too Little (1997)
- 愛のエチュード The Luzhin Defence (2000)
- Lover's Prayer はつ恋 Seasons of Love (2000)
- トムとトーマス Tom & Thomas (2002)
- クライム&パニッシュメント Crime and Punishment (2002) テレビ映画
- タイム・トラベラー ～戦場に舞い降りた少年～ An Angel for May (2002) テレビ映画
- シャーロック・ホームズ バスカヴィル家の獣犬 The Hound of the Baskervilles (2002) テレビ映画
- カレンダー・ガールズ Calendar Girls (2003)
- アンデルセン -夢と冒険の物語- Hans Christian Andersen: My Life as a Fairy Tale (2003) テレビ映画
- ノーサンガー・アベイ Northanger Abbey (2007) テレビ映画、声のみ
- シャーロック・ホームズ Sherlock Holmes (2009)
- アリス・イン・ワンダーランド Alice in Wonderland (2010)
- ファクトリー・ウーマン Made in Dagenham (2010)
- ミスター・アーサー Arthur (2011)
- シャーロック・ホームズ シャドウ ゲーム Sherlock Holmes: A Game of Shadows (2011)
- ドラゴン・タトゥーの女 The Girl with the Dragon Tattoo (2011)
- ダイアナ Diana (2013)
- スティールワールド Robot Overlords (2014)
- さざなみ 45 Years (2015)
- アリス・イン・ワンダーランド/時間の旅 Alice Through the Looking Glass (2016)
- ローグ・ワン/スター・ウォーズ・ストーリー Rogue One: A Star Wars Story (2016)
- Daphne (2017)
- Megan Leavey (2017)
- Beast (2017)
- ダウントン・アビー Downton Abbey (2019)

### テレビドラマ
- おかえりなさい、リリアン Screen One: She's Been Away (1989)
- 傷だらけの報復 Band of Gold (1995-1996)
- カヴァナQ.C. Kavanagh QC (1995-1999)
- レベッカ Rebecca (1997) ミニシリーズ
- ステート・オブ・プレイ〜陰謀の構図〜 State of Play (2003) ミニシリーズ
- リトル・ブリテン Little Britain (2004)
- ザ・ローマ 帝国の興亡 Ancient Rome: The Rise and Fall of an Empire (2006) ミニシリーズ
- 奥さまは首相 ～ミセス・プリチャードの挑戦～ The Amazing Mrs Pritchard (2006)
- ラスト・エネミー 監視国家の陰謀 The Last Enemy (2008) ミニシリーズ
- リトル・ブリテンUSA Little Britain USA (2008)
- Utopia -ユートピア- Utopia (2013-2014)
- アンという名の少女 Anne with an E (2017-2019)
- ダウントン・アビー Downton Abbey (2019)
- サイロ Silo (2023)